# Emir-Ussejin Kuku
Emir-Ussejin Kemalowytsch Kuku (ukrainisch Емір-Усеїн Кемалович Куку; * 26. Juni 1976 in Noworossijsk, Russische Sozialistische Föderative Sowjetrepublik, Sowjetunion) ist ein krimtatarischer Menschenrechtsaktivist der Crimean Human Rights Contact Group. Im Februar 2016 wurde er von russischen Behörden festgenommen und beschuldigt, der islamistischen Organisation Hizb ut-Tahrir anzugehören, obwohl Kuku jegliche Verbindungen zu dieser Organisation bestreitet. Am 12. November 2019 wurde Kuku zu zwölf Jahren Haft verurteilt. Amnesty International betrachtet die Vorwürfe als konstruiert und fordert seine Freilassung.

## Leben
Kuku wurde am 26. Juni 1976 in Noworossijsk geboren. 1993 zog seine Familie auf die Halbinsel Krim. Im Jahr 2000 absolvierte er ein Studium im Bereich Management an der Nationalen Technischen Universität von Cherson. Vor der völkerrechtswidrigen Annexion der Krim durch Russland setzte sich Kuku unter anderem für die Bewahrung eines krimtatarischen Friedhofs ein. Seit 2014 half er politischen Gefangenen auf der Krim und beschäftigte sich mit den Opfern des Verschwindenlassens seit Beginn der Annexion. Kuku organisierte eine Kundgebung zur Erinnerung an die Deportation der Krimtataren. Er ist Vater von zwei Kindern.

### Strafverfolgung
Am 20. April 2015, nachdem Kuku öffentlich bekannt gemacht hatte, dass der FSB versucht habe, ihn als Informanten anzuwerben, wurde sein Haus von russischen Behörden durchsucht und er selbst befragt. Ihm wurde vorgeworfen gegen Artikel 282 des Strafgesetzbuches („Aktionen zur Erregung von Hass oder Feindschaft“) verstoßen zu haben. Laut Kukus Aussagen wurde er auf dem Weg zur Befragung geschlagen.
Am 11. Februar 2016 ereignete sich eine weitere Hausdurchsuchung bei Kuku und er wurde von russischen Behörden festgenommen. Ihm wurde vorgeworfen, der verbotenen islamistischen Organisation Hizb ut-Tahrir anzugehören, obwohl Kuku jegliche Verbindungen zu dieser Organisation bestreitet. Nach Angaben der Kharkiv Human Rights Protection Group ist das einzige vermeintliche Beweismaterial ein aufgezeichnetes Gespräch in der Küche, in dem Kuku mit mehreren Männern über die Situation in Russland, der Ukraine, das Schicksal der Krim, die Bedeutung des Islams in beiden Ländern und verschiedene religiöse Postulate diskutiert. Im Dezember 2017 wurde Kuku zusammen mit seinen fünf Mitangeklagten Muslim Alijew, Wadim Siruk, Enwer Bekirow, Refat Alimow und Arsen Dschepparow nach Rostow am Don gebracht.
Am 26. Juni 2018 begann Kuku einen unbefristeten Hungerstreik, in dessen Verlauf er neun Kilogramm verlor. Dabei stellte er ein Ultimatum an den russischen Präsidenten Wladimir Putin: „Ich, Kuku Emir-Ussejin Kemalowitsch, geboren am 26. Juni 1976, Bürger der Ukraine, Krimtatar, Muslim, werde ab dem 26. Juni 2018 ab 6:00 Uhr einen Hungerstreik (Verweigerung des Essens) erklären, bis die Frage nach der Freilassung politischer Gefangener in russischen Gefängnissen, Strafkolonien mit einer Gesamtanzahl von 70 Personen geklärt sein wird. Außerdem fordere ich, dass die Repressionen gegen die Krimtataren und andere Gläubige auf der Krim gestoppt werden.“
Am 12. November 2019 verurteilte ein Militärgericht Kuku wegen „Organisation der Aktivitäten einer terroristischen Vereinigung“ und „versuchter gewaltsamer Machtübernahme“ zu 12 Jahren Haft.

## Internationale Reaktionen
Die russische Menschenrechtsorganisation Memorial sowie Amnesty International stufen Kuku als politischen Gefangenen ein und fordern seine Freilassung. Die Organisation Front Line Defenders, die sich für Menschenrechtsaktivisten in gefährdeten Situationen engagiert, setzt sich ebenfalls für Kuku ein und erklärt, die gegen ihn erhobenen Vorwürfe würden auf gefälschtem Beweismaterial basieren.
Human Rights Watch führt die Festnahme von Kuku als ein Beispiel für die Verfolgung von Krimtataren an.
Im November 2018 nahm die Generalversammlung der Vereinten Nationen eine Resolution an, die für die sofortige Freilassung der ukrainischen Bürger Oleh Senzow, Wolodymyr Baluch und Emir-Ussejin Kuku plädiert.
Die Europäische Union fordert von Russland die Rücknahme des Urteils und die Freilassung von Kuku und seiner Mitangeklagten.
Die Botschaft der Vereinigten Staaten Kiew verurteilte die Entscheidung des russischen Gerichts und forderte ebenfalls die Freilassung von Kuku und seiner Mitangeklagten.
Am 11. November 2021 forderte die Beauftragte der Bundesregierung für Menschenrechtspolitik und Humanitäre Hilfe Bärbel Kofler die Freilassung Kukus und nannte den Fall symptomatisch für die Verfolgung von Krimtataren in der illegal besetzten Krim.